# Sveriges värsta bilförare 2016
Sveriges värsta bilförare 2016 var den sjunde säsongen av Sveriges värsta bilförare, som sändes på Kanal 5 mellan 28 april till 16 juni 2016 med programtiden 20:00 på torsdagar.

## Jury
Juryn i denna säsong bestod av dessa tre personer: 
- Motorexperten Patrik "Budda" Ljungkvist.
- Trafikskolerektorn Jeanette Jedbäck Hindenburg.
- Före detta polisen Johan Sörbom.

## Deltagare
I denna säsong deltog dessa förare:
| Förare            | Ålder | Bostad      | Medförare                    | Resultat                              |
| ----------------- | ----- | ----------- | ---------------------------- | ------------------------------------- |
| Rad Al-Khafaji    | 23    | Halmstad    | Ahmed Al-Khafaji, 20         | Fick lämna tävlingen efter avsnitt 2. |
| Marie Pettersson  | 49    | Borås       | Tommy Skoglund, 31           | Fick lämna tävlingen efter avsnitt 4. |
| Ann-Eva Bothén    | 73    | Stockholm   | Annabelle Bothén, 31         | Fick lämna tävlingen efter avsnitt 5. |
| Elena Tossavainen | 54    | Södertälje  | Jarmila Wiséen, 65           | Fick lämna tävlingen efter avsnitt 6. |
| Ted Persson       | 31    | Alingsås    | Björn Persson, 35            | Fjärde plats, efter avsnitt 8.        |
| Divo Rasheed      | 25    | Stockholm   | Ingrid Kihlén-Edvardsson, 60 | Tredje plats, efter avsnitt 8.        |
| Nathalie Nilsson  | 23    | Helsingborg | Ludvig Taninger, 22          | Andra plats, efter avsnitt 8.         |
| Orhan Bicen       | 25    | Jordbro     | Faik Bicen, 27               | Sveriges värsta bilförare 2016        |

## Sammanfattning
| Nr | Sändningsdatum | Övningar                                         | Bästa bilföraren                                                                            | Värsta bilföraren                                                                           |
| -- | -------------- | ------------------------------------------------ | ------------------------------------------------------------------------------------------- | ------------------------------------------------------------------------------------------- |
| 1  | 28 april 2016  | Stadstrafik, Undanmanövern, Vägmärkestest        | Ingen                                                                                       | Ted                                                                                         |
| 2  | 5 maj 2016     | Vattentanken, Fickparkering, Backslalom          | Rad                                                                                         | Nathalie                                                                                    |
| 3  | 12 maj 2016    | Nålsögat, Däckrampen, Budbilen                   | Ingen                                                                                       | Divo                                                                                        |
| 4  | 19 maj 2016    | Backa i en åtta, Mobiltelefonen, Bromsövning     | Marie                                                                                       | Ted                                                                                         |
| 5  | 26 maj 2016    | Brevbäraren, Återvändsgränden, Döda vinkeln      | Ann-Eva                                                                                     | Orhan                                                                                       |
| 6  | 2 juni 2016    | Fickparkering med buss, Tillitsövning, Halkbanan | Elena                                                                                       | Nathalie                                                                                    |
| 7  | 9 juni 2016    | Backa med husvagn, Lyxvattentanken, Taxikörning  | Ingen                                                                                       | Nathalie                                                                                    |
| 8  | 16 juni 2016   | Vippbrädan, Dubbelövningen, Gokart               | Fjärde plats: Ted Tredje plats: Divo Andra plats: Nathalie Sveriges värsta bilförare: Orhan | Fjärde plats: Ted Tredje plats: Divo Andra plats: Nathalie Sveriges värsta bilförare: Orhan |

Avsnitt 1 – 28 april 2016
- Stadstrafik: Förarna skulle navigera från Stockholms centrum ut till övningsområdet utanför Arlanda.
- Undanmanövern: I denna övning skulle förarna köra emot en vägg med två öppningar, där de sedan skulle väja för ett hinder i ena öppningen.
- Vägmärkestest: Förarna skulle navigera genom en hinderbana på max 5 minuter där de skulle memorera olika vägmärken för att sedan redovisa för juryn.

Avsnitt 2 – 5 maj 2016
- Vattentanken: Förarna skulle manövrera en hinderbana med en fylld vattentank med slangar ner genom takluckan monterad på biltaket.
- Fickparkering: Förarna skulle fickparkera mellan två bilar parkerade i en backe. Om den bakre bilen nuddades rullade den ned för backen.
- Backslalom: Förarna skulle backa fram och tillbaka på tid genom en slalombana med uppställda figurer, för att sedan backa in i en parkeringsplats.

Avsnitt 3 – 12 maj 2016
- Nålsögat: Förarna skulle navigera genom en slalombana med fem trånga passager i både 50 och 70 km/h.
- Däckrampen: Förarna skulle köra upp bilen på en ramp, tills framdäcken stannade på de röda markeringarna, för att sedan backa ned.
- Budbilen: Förarna skulle agera budbilsförare och hämta samt leverera en prinsesstårta genom att navigera med en karta.

Avsnitt 4 – 19 maj 2016
- Backa i en åtta: Förarna skulle backa med en automatväxlad skåpbil genom en hinderbana formad som en åtta.
- Mobiltelefonen: Förarna skulle navigera genom en hinderbana samtidigt som de pratade i en mobiltelefon.
- Bromsövning: Förarna skulle köra upp i både 50 och 70 km/h för att sedan bromsa innan en vägg.

Avsnitt 5 – 26 maj 2016
- Brevbäraren: Förarna skulle köra en högerstyrd bil och dela ut post längs med en skogsväg, innan de mötte en ambulans som de skulle backa undan för.
- Återvändsgränden: Förarna skulle köra in i en återvändsgränd, vända bilen och köra ut igen. Om de stötte in i stålbalkarna fick de själva en elstöt.
- Döda vinkeln: Förarna skulle köra upp i 70km/h mot en vägg, där om de kollade döda vinkeln fick reda på vilken sida om väggen de skulle åka mot.

Avsnitt 6 – 2 juni 2016
- Fickparkering med buss: Förarna skulle fickparkera med en buss mellan ett par bilar.
- Tillitsövning: Förarna skulle med ögonbindel för ögonen bli guidad genom en hinderbana av sina medförare.
- Halkbanan: Förarna skulle navigera genom en slalombana på halkigt väglag efter deras val av hastighet.

Avsnitt 7 – 9 juni 2016
- Backa med husvagn: Förarna skulle backa in emot en husvagn, koppla på den och köra iväg för att sedan backa in i en parkeringsplats.
- Lyxvattentanken: Förarna skulle manövrera en skåpbil runt en hinderbana med vattentankar monterade på biltaket, tillsammans med de andra förarna.
- Taxikörning: Förarna skulle agera taxiförare och köra runt i stadstrafik för att hämta upp passagerare med diverse olika distraktioner.

Avsnitt 8 – 16 juni 2016
- Vippbrädan: Förarna skulle ta sig upp på en vippbräda och med hjälp av bilens dragläge hålla sig kvar där.
- Dubbelövningen: Förarna skulle backa i en rak hinderbana samtidigt som en annan förare, för att sedan vända i vändplanen och backa tillbaka samma väg.
Den som lyckades bäst i denna övning fick sitt körkort tillbaka på direkten.
- Gokart: Förarna skulle åka runt en gokartbana för att samla in bokstavsklossar som de sedan skulle bilda ordet "dragläge" med.
Resultatet där bestämmer placeringen för det riktiga racet, där de skulle köra tre varv där först i mål vinner.

## Tittarsiffror
| Avsnitt | Datum         | TV-tittare |
| ------- | ------------- | ---------- |
| 1       | 28 april 2016 | 136 000    |
| 2       | 5 maj 2016    | 109 000    |
| 3       | 12 maj 2016   | 90 000     |
| 4       | 19 maj 2016   | 113 000    |
| 5       | 26 maj 2016   | 94 000     |
| 6       | 2 juni 2016   | 84 000     |
| 7       | 9 juni 2016   | 92 000     |
| 8       | 16 juni 2016  | 100 000    |

Källa: MMS